# Liste der Familienminister von Rheinland-Pfalz
Dieser Artikel enthält eine Liste der Familienminister von Rheinland-Pfalz.

## Familienminister Rheinland-Pfalz (seit 1985)
| Name                                                                    | Amtsantritt                                 | Kabinett                          | Partei                            |
| Minister für Soziales und Familie                                       | Minister für Soziales und Familie           | Minister für Soziales und Familie | Minister für Soziales und Familie |
| ----------------------------------------------------------------------- | ------------------------------------------- | --------------------------------- | --------------------------------- |
| Ursula Hansen                                                           | 23. Mai 1985 23. Juni 1987 8. Dezember 1988 | Vogel III Vogel IV Wagner         | CDU                               |
| Minister für Soziales, Familie und Sport                                |                                             |                                   |                                   |
| Ursula Funke                                                            | 21. Juni 1990                               | Wagner                            | parteilos                         |
| Minister für Arbeit, Soziales, Familie und Gesundheit                   |                                             |                                   |                                   |
| Ullrich Galle                                                           | 21. Mai 1991                                | Scharping                         | SPD                               |
| Minister für Kultur, Jugend, Familie und Frauen                         |                                             |                                   |                                   |
| Rose Götte                                                              | 26. Oktober 1994 20. Mai 1996               | Beck I Beck II                    | SPD                               |
| Minister für Arbeit, Soziales, Familie und Gesundheit                   |                                             |                                   |                                   |
| Florian Gerster                                                         | 18. Mai 2001                                | Beck III                          | SPD                               |
| Malu Dreyer                                                             | 15. März 2002 18. Mai 2006                  | Beck III Beck IV                  | SPD                               |
| Minister für Arbeit, Soziales, Gesundheit, Familien und Frauen          |                                             |                                   |                                   |
| Malu Dreyer                                                             | 21. November 2006                           | Beck IV                           | SPD                               |
| Minister für Integration, Familie, Kinder, Jugend und Frauen            |                                             |                                   |                                   |
| Irene Alt                                                               | 18. Mai 2011 16. Januar 2013                | Beck V Dreyer I                   | Grüne                             |
| Minister für Familie, Frauen, Jugend, Integration und Verbraucherschutz |                                             |                                   |                                   |
| Anne Spiegel                                                            | 18. Mai 2016                                | Dreyer II                         | Grüne                             |
| Minister für Familie, Frauen, Kultur und Integration                    |                                             |                                   |                                   |
| Katharina Binz                                                          | 18. Mai 2021 10. Juli 2024                  | Dreyer III Schweitzer             | Grüne                             |